# 조용구
조용구(趙鏞龜, 1956년 ~)는 울산지방법원장 등을 역임한 법조인이다. 호는 향우(鄕友)다.

## 생애
경상북도 문경시 점촌의 평안병원 아들로 1956년에 태어나 경복고등학교와 서울대학교 법학과를 졸업하고 제21회 사법시험에 합격하여 제11기 사법연수원을 수료했다. 
1984년 8월에 인천지방법원 판사에 임용되어 1986년 9월 서울지방법원 북부지원, 1989년 3월 대구지방법원 안동지원, 1991년 2월 서울고등법원, 1992년 7월 서울민사지방법원 판사를 하였으며 1994년 8월에 대법원 재판연구관과 1996년 3월에 대구지방법원 상주지원장을 지내고 1998년 3월에 부장판사로 승진하여 수원지방법원과 1999년 9월 서울지방법원 서부지원, 2000년 7월 서울지방법원, 2004년 2월 서울지방법원 동부지원(수석 부장판사), 2005년 11월 부산고등법원, 2006년 8월 서울고등법원에서 부장판사를 하다가 2010년 8월에 서울고등법원 수석부장판사가 되었다.
이후 서울서부지방법원 법원장 직무대리를 맡았다가 2011년 2월에 법원장으로 승진하여 울산지방법원, 인천지방법원에서 법원장을 하다가 대법원에서 평생 법관제 정착을 위해서 도입한 법원장의 일선 재판 업무 복귀 권유에 따라 2013년 2월에 서울고등법원 부장판사로서 재판장을 맡게 되었으나 2015년 2월에 사법연수원장을 맡았고 2017년 2월에 다시 서울중앙지방법원 부장판사로 재판부로 복귀하였다. 2015년 3월에는 대법원장에 의해 중앙선거관리위원회 위원에 지명되었다.
인천지방법원장에 취임하기 전인 2010년 11월에 점촌라이온스클럽과 함께 부친의 뜻을 받들어 조칠균장학재단을 설립한 조용구는 서울지방변호사가 2014년 우수 법관 6명 중에 1명으로 선정하였다.

사법연수원장으로 있던 2017년 1월 31일에 있었던 법원 정기 인사에서 원로법관이 도입되면서 서울중앙지방법원 부장판사로 전보되었다.

## 주요 판결
- 서울지법 형사항소5부(재판장 조용구 부장판사)는
- 서울지방법원 형사항소5부 재판장으로 재직하던 2001년 7월 16일에 허수 주문 등의 수법으로 주가를 조작한 혐의로 기소돼 1심에서 벌금 20억원과 5억원이 선고된 전 H증권 투자상담사 최모씨와 송모씨에 대해 "피고인들은 증권시장을 교란시키고 다수의 소액 투자자들에게 피해를 줘 자본주의 시장경제질서의 근간을 어지럽혔다"며 "1심 형량은 너무 가벼워 실형을 선고한다"며 각각 징역 1년6월과 10월을 선고하고 법정구속했다.[2] 7월 18일에 옛 직장에서 개발중이던 프로그램을 무단 복사한 뒤 경쟁업체로 직장을 옮긴 혐의로 기소돼 1심에서 징역8월에 집행유예 2년이 선고된 J씨에 대해 "컴퓨터 파일은 유체물이나 관리할 수 있는 동력으로 볼 수 없을 뿐만이 아니라 파일을 복사한 것만으로 파일에 대한 소유권이나 점유권에 침해가 있다고 할 수 없다"며 절도죄 부분에 무죄를 선고하면서 컴퓨터 프로그램보호법과 부정경쟁방지법만을 적용해 벌금 500만원을 선고했다.[3] 11월 8일에 제보자로부터 금품 및 향응을 제공받고 이운영 전 신용보증기금 영동지점장에 대한 청부수사를 벌인 옛 경찰청 조사과(사직동팀) 이기남 전 경정에게  "피고인이 적법한 절차없이 이씨를 체포한 뒤 경찰서로 연행, 자술서작성을 강요하고 `사무실로 돌아가겠다'는 이씨의 요구를 묵살한 채 호텔에 감금한사실이 인정된다"며 징역 6월에 집행유예 2년을 선고하면서 "피고인이 받은 금품 및 향응을 수사 착수에 대한 대가로 볼증거가 없다"며 뇌물수수 혐의는 무죄를 선고했다.[4] 2002년 1월 31일에 삼성SDS의 지하철 통신설비공사 설계도면을 도용한 혐의로 기소된 LG산전 철도시스템팀 주모 팀장과 화상전송 설비업체인 K전자통신 대표 이모씨 등에 대해  "이 사건 도면은 화상전송 기능을 구현하는 방식, 장비의종류와 배치, 배선에 관한 창작적 표현물로서 저작권법이 보호하는 저작물"이라고 하면서 무죄를 선고한 1심을 깨고 징역 10월에 집행유예 2년을 각각 선고했다.[5]

- 부산고등법원 제2민사부 재판장으로 재직하던 2005년 12월  23일 경찰관이 쏜 총에 맞아 숨진 A씨의 부인 정모(45)씨 등 유족들이 국가를 상대로 제기한 손해배상청구소송에서 "형사 사건에서 무죄를 선고받았다고 하더라도 과실 내용이 피해자의 사망 등 중대한 결과를 초래했을 경우 민사적인 책임은 져야 한다”며 "국가는 유족에게 모두 1억1400만원을 지급하라”며 원고 일부승소 판결했다.[6]

- 서울고등법원 행정5부 재판장으로 재직하던 2010년 7월 21일에 촛불집회에 참여했다는 이유로 공익사업 보조금 지급 대상에서 제외된 한국여성노동자회가 행정안전부를 상대로 낸 소송에서 "여성노동자회에 의견 제출의 기회가 없었고, 여성노동자회가 불법·폭력 집회를 개최·주도했다고 볼 증거도 없다"며 "1심 결정을 취소한다"고 했다.[7] 8월 9일에 "재미삼아 게임을 하려는 손님에게 화투를 제공해 과징금 4080만원을 부과 받은 것은 과하다"며 서초구청장을 상대로 낸 과징금부과처분 취소 청구 소송에서 원고 승소 판결했다[8] 8월 18일에 김정현 전 문화예술위원회 위원장이 문화체육관광부를 상대로 낸 해임무효확인 청구소송에서 "문화부의 처분은 재량권을 일탈남용해 위법하다고 봄이 상당하다"며 "해임 처분을 취소한다"고 했다.[9]